# Theridula zhangmuensis
Theridula zhangmuensis är en spindelart som beskrevs av Hu 200. Theridula zhangmuensis ingår i släktet Theridula och familjen klotspindlar. Inga underarter finns listade i Catalogue of Life.